# Rudolf Eibach
Friedrich Wilhelm Rudolf Eibach (* 28. Dezember 1841 in Idstein; † 26. August 1923 in Wiesbaden) war ein deutscher evangelischer Geistlicher und Konsistorialrat.

## Leben
Rudolf Eibach wurde als Sohn des Kirchenrats Ludwig Eibach und dessen Ehefrau Ida Kunigunde Vogel geboren. Nach dem Studium der Theologie an der Universität Halle und der Universität Berlin besuchte er das Theologische Seminar zu Herborn, um seine Kenntnisse zu vertiefen. Nach seiner Ordination war er von 1864 an als Kaplan in Rüdesheim und Wiesbaden und von 1867 an in Nied tätig.
In Dotzheim war er als Dekan für die 12 Pfarreien im Dekanat Wiesbaden-Land zuständig.
Von Februar bis September 1919 bekleidete er kommissarisch das Amt des Generalsuperintendenten für Nassau und war Mitglied des Königlichen Konsistoriums. 

### Familie
Am 18. August 1868 heiratete er in Herborn Johanna Cuntz (1847–1922). Aus der Ehe sind vier Söhne und fünf Töchter hervorgegangen.  

### Auszeichnungen
- 1903 Ehrendoktor der Philipps-Universität Marburg[4]
- Geheimer Konsistorialrat